# 수령
수령(守令)은 조선 시대, 중앙에서 파견된 지방관의 호칭이다. 조선 행정구역 분류에 따라 부윤, 대도호부사, 목사, 도호부사, 군수, 현령, 현감을 통칭하는 말이다. 또한 수령의 임무는 수령칠사라 하여 법령으로 정해졌다.

## 같이 보기
- 수령칠사